# Occhio alla perestrojka
Occhio alla perestrojka è un film del 1990 diretto da Castellano e Pipolo.

## Trama
Fulvio, Marco e Filippo, tre dipendenti di una fabbrica di macchine agricole in trasferta a Sofia, in Bulgaria, simpatizzano con tre ragazze del posto: Olga, Monica e Tatiana. Dopo aver fatto alle ragazze varie promesse, i tre tornano a Crema (CR) tranquilli del fatto che grazie alla cortina di ferro non potranno mai essere raggiunti dalle ragazze.
Due anni dopo, l'avvento della Perestrojka e la successiva spaccatura del blocco sovietico aprono le frontiere suscitando nei tre reazioni diverse: Fulvio, sposato con Angela e padre di due figli, teme che Olga possa arrivare da un momento all'altro in Italia; Marco, vicino al matrimonio con Francesca, figlia del dottor Moschini, invece ostenta tranquillità perché tanto Monica è minorenne e non potrebbe espatriare, mentre Filippo, l'unico single dei tre, è l'unico contento della cosa perché può far finalmente arrivare Tatiana da lui.
Oltre a Tatiana dalla Bulgaria arriva pure Olga, e non da sola, visto che dalla breve relazione con Fulvio è nato Yuri che complicherà ancora di più la situazione. Ma come se non bastasse alla ditta Moschini è in arrivo una delegazione bulgara per concludere un grosso affare. Purtroppo per Marco della delegazione fa parte pure Sergeij, il gigantesco fratello di Monica.
Fulvio tenta in ogni modo di nascondere ad Angela e Olga la reciproca esistenza, però, per uno strano scherzo del destino, Olga viene assunta come collaboratrice domestica da Angela e la storia viene inevitabilmente a galla, ma paradossalmente sembra che entrambe riescano a perdonarlo accettando quella strana famiglia allargata. Marco tenta in ogni modo di non far scoprire a Sergeij che lui e Francesca sono fidanzati, ma alla fine la cosa verrà a galla e Francesca e Sergeij finiranno per mettersi insieme.
Anche per Filippo le cose andranno male, perché verrà solo usato da Tatiana per diventare la nuova direttrice del personale della ditta Moschini al posto del dottor Marchini. Alla fine i tre sembrano aver chiuso con le scappatelle per evitare altri guai, ma quando si prospetta la possibilità di un nuovo viaggio di lavoro in Cina, sono tutti e tre pronti a partire nuovamente.

## Produzione
Il film fu girato in gran parte a Crema; altri luoghi includono Cremona e Sofia.

## Colonna sonora
- Let's Go, di Ronnie & G.Swing
- Say It To Your Brother, di Katie & Carole

## Distribuzione
Venne distribuito nei cinema il 5 ottobre 1990. 
Andò in onda in prima visione TV il 27 ottobre 1992 su Canale 5.

## Curiosità
Maria Kalinina, l'interprete di Olga, è stata la vincitrice del primo concorso di bellezza nella storia dell'URSS "Mosca Beauty 1988".
Una curiosità storica: la Repubblica Popolare di Bulgaria, Paese dal quale traggono origine le vicende amorose dei protagonisti, ha cessato di esistere il 15 novembre 1990, quindi poco più di un mese dopo l'uscita nelle sale della pellicola. Nella sequenza finale, ambientata nell'immaginaria fabbrica di macchine agricole dove si festeggia l'apertura verso il mercato bulgaro, da una finestra di un edificio è esposta una bandiera della Repubblica Popolare di Bulgaria, la quale manteneva gli stessi colori nello stesso ordine di quella dell'attuale Repubblica di Bulgaria, ma con uno stemma in alto sul lato sinistro composto da un leone rampante e da una ruota meccanica, quest'ultima parzialmente visibile nella parte inferiore, su sfondo blu coronato da un fascio di spighe di grano, fasciate ai lati dai colori nazionali bianco, verde e rosso e da una fascia rossa in basso recante i numeri "681 1944", sormontato da una stella rossa. Il 681 è l'anno della costituzione del Primo Impero bulgaro da parte di Asparuh, mentre il 1944 è l'anno della presa del potere da parte del Partito Comunista Bulgaro.